# District de Mambwe
Pour les articles homonymes, voir Mambwe.
Le district de Mambwe est un district de Zambie, situé dans la Province Orientale. Sa capitale se situe à Mambwe. Selon le recensement zambien de 2000, le district a une population de 70 425 personnes.